# Governo de Transição de Tigray
Governo de Transição de Tigray é uma administração provisória que foi formalmente declarada pela Câmara da Federação da Etiópia em 7 de novembro de 2020, no contexto de um conflito entre a Frente de Libertação do Povo Tigray, no poder no Estado Regional de Tigray, e o governo federal da Etiópia. A partir de 28 de novembro de 2020, a administração, chefiada por Mulu Nega, planeja a consulta pública e a participação na escolha de novos líderes em nível regional e zonal e na preservação das administrações woreda e kebele.

## Criação do governo de transição
Abiy Ahmed declarou à Ethiopian Broadcasting Corporation em 4 de novembro de 2020 que a Força de Defesa Nacional da Etiópia, que estava acampada na área de Mekelle, foi atacada pelas forças especiais da Região de Tigray. A Frente de Libertação do Povo Tigray afirmou que o ataque foi preventivo. Em seguida, o governo da Etiópia iniciou uma operação para tomar medidas que descreveu como destinadas a restaurar o estado de direito e declarou estado de emergência de seis meses em Tigray e destituiu o governador da região. A Câmara da Federação então permitiu que o governo interviesse no estado regional de Tigray e formou o Governo de Transição de Tigray.